# Херман I (Липе)
Херман I от Липе (на немски: Hermann I zur Lippe; † 1167, Италия) e господар на Господство Липе от 1158 до 1167 г.

## Биография
За пръв път е споменат през 1123 г. заедно с брат му Бернхард I Липе († 1158). Те основават през 1139 г. манастир в Капел на мястото на бъдещия град Липщат. През 1158 г. той наследява брат си в управлението на Липе. 
Резиденцията му се намирала в околността на днешен Липщат. Той е верен привърженик на херцог Хайнрих Лъв († 1195) и на него дължи също издигането си. Става фогт на манастир Капел, на Бусдорф и Шьотмар.

## Деца
Херман фон Липе е женен за жена с неизвестно име и има с нея две деца:
- Херман (* ок. 1138, † ок. 1163/1167)
- Бернхард II фон Липе (1140 – 1224)